# Kamona
Kamona je řeka na západě Litvy, v okresech Tauragė, Šilutė a Pagėgiai pravý přítok řeky Vilka.

## Průběh toku
Vytéká z jezera jménem (?), 1 km na sever od obce Sartininkai, teče zprvu na jih, u obce Sartininkai se stáčí na západ, u obce Minjotai na jihozápad. Před vsí Pakamoniai protéká rybníkem (plocha 9 ha), Pakamoniai zůstávají na pravém břehu, protéká městysem Rukai, za nimi ji překlenuje most železniční trati Klaipėda – Šilutė – Pagėgiai – Tilžė a vzápětí se vlévá do řeky Vilka 3 km od jejího ústí do řeky Gėgė. Průměrný spád je 233 cm/km.

## Přítoky
Levé:
- Sartė
- Timsrupė
- Eisra